# Tirolo Settentrionale
Il Tirolo del Nord (anche detto Tirolo Settentrionale; in tedesco Nordtirol) è la parte principale dello stato austriaco del Tirolo (l'altra parte è il Tirolo Orientale coincidente dal punto di vista amministrativo con il distretto di Lienz), situato nella parte occidentale dell'Austria e confinante a nord con lo stato tedesco della Baviera, con il Salisburghese a est, ad ovest con il Vorarlberg, a sud-ovest con il cantone svizzero dei Grigioni e a sud con il Tirolo meridionale, corrispondente all'attuale regione italiana Trentino-Alto Adige. Il capoluogo è Innsbruck.

## Storia

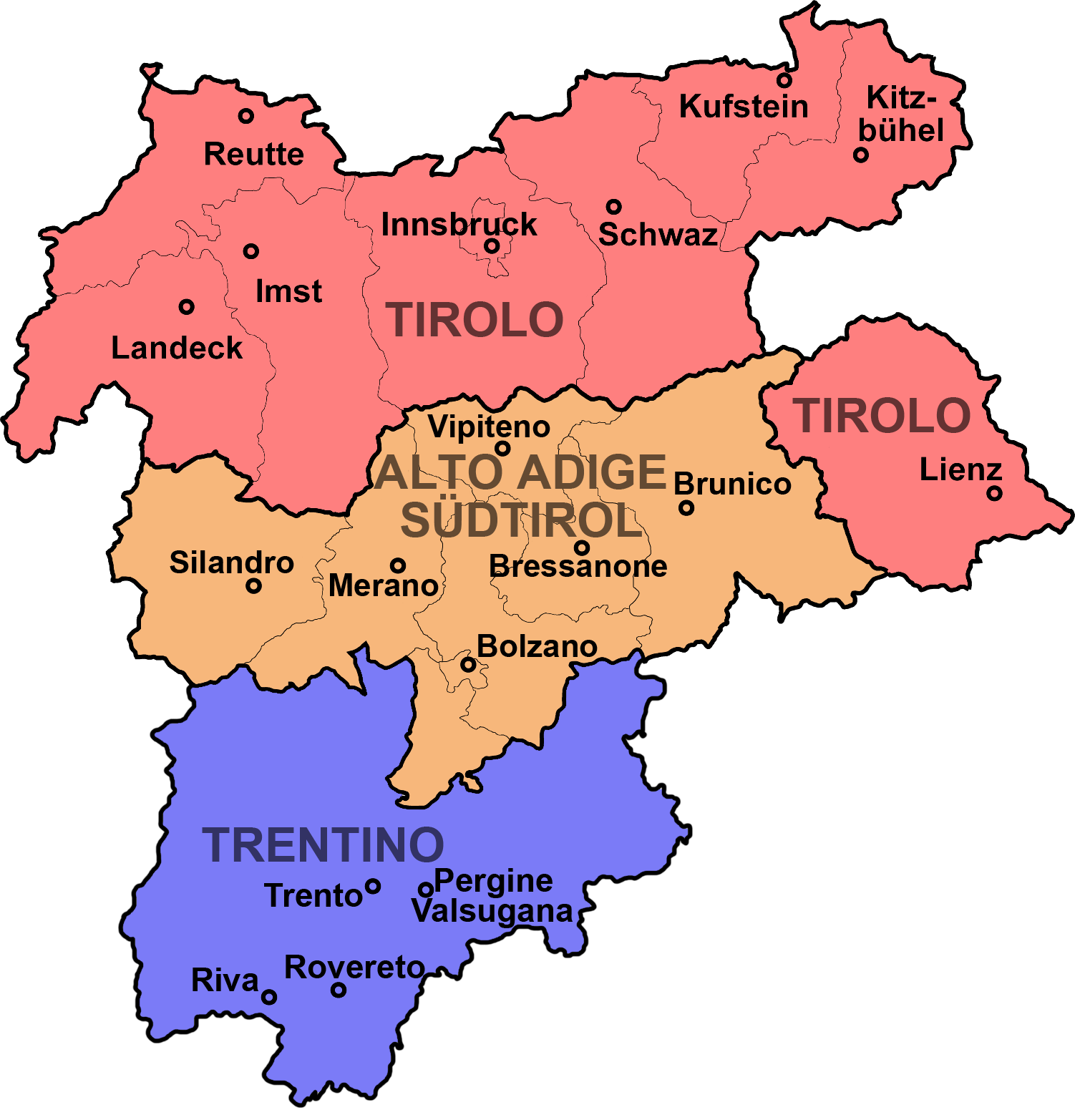
La regione storica del Tirolo, che rappresenta l'attuale Euregio Tirolo-Alto Adige-Trentino

L'attuale regione del Tirolo, in precedenza una contea nell'impero asburgico, fu divisa alla fine della prima guerra mondiale dopo la caduta della monarchia del Danubio di Austria-Ungheria tra l'Austria e l'Italia ed è divisa in quattro parti:
- Il Tirolo Settentrionale e il Tirolo Orientale (il distretto di Lienz) nella Repubblica d'Austria formano insieme la provincia del Tirolo con la sua capitale Innsbruck.
- Alto Adige (la Provincia autonoma di Bolzano/Alto Adige) con capitale Bolzano e il Trentino (Provincia autonoma di Trento) con capitale Trento costituiscono la regione Trentino-Alto Adige in Italia.

Oggi, queste quattro parti della regione fanno parte dell'Euregio Tirolo-Alto Adige-Trentino.

## Geografia
Il nord del Tirolo copre l'intera area del Tirolo storico a nord della cresta principale delle Alpi, principalmente la valle dell'Inn e le sue valli laterali, così come l'alta valle del Lech e il Leukental e il Pillerseetal.
La parte del paese è divisa nelle regioni (Nord Tirolo) Unterland ad est di Innsbruck, nell'Oberland (Nord Tirolo) ad ovest di Innsbruck e all'Außerfern, anche se negli ultimi anni la zona centrale come Innsbruck e dintorni gode di una indipendenza sempre maggiore.
Il Tirolo del Nord ha una superficie di 10.627 km², ovvero circa l'84% o il 5/6 della superficie dello stato e il 40% dell'area della regione europea (lo storico Tirolo). Il Tirolo del Nord ha circa 625.000 abitanti, ovvero il 92,5% degli abitanti del Tirolo austriaco, vale a dire più di 9/10 e il 36% (1/3) dei 1,25 milioni di altoatesini e trentini.

### Divisioni politica e amministrativa
Politicamente, l'area è divisa nei seguenti distretti politici (da est a ovest, con distretti giudiziari):
- Distretto di Kitzbühel
- Distretto di Kufstein
- Distretto di Schwaz
- Distretto di Innsbruck-Land
- Distretto di Innsbruck-Stadt
- Distretto di Imst
- Distretto di Landeck
- Distretto di Reutte

La classificazione statistica NUTS:AT è AT331 Außerfern, AT332 Innsbruck, AT334 Tiroler Oberland und AT335 Tiroler Unterland.
Dei 279 comuni tirolesi austriaci, 243 (l'87%) si trovano nel Tirolo Settentrionale.

## Vie di comunicazione

### Ferrovie
Parallelamente ai percorsi stradali:
- la Westbahn con Großes Deutsches Eck  – Kufstein – Innsbruck, Salzburg-Tiroler-Bahn Zell am See – Wörgl e Arlbergbahn Innsbruck – Bludenz
- la ferrovia del Brennero Innsbruck – Brennero e oltre
- la ferrovia di Mittenwald Innsbruck – Mittenwald – Garmisch-Partenkirchen e oltre
- la Außerfernbahn Garmisch-Partenkirchen – Reutte in Tirol – Pfronten e oltre

### Aeroporti
L'unico grande aeroporto presente nella regione è l'aeroporto di Innsbruck, che offre anche voli di linea per Vienna, Amsterdam, Berlino, Bruxelles, Francoforte, Amburgo, Copenaghen, Mosca o San Pietroburgo.